# Bibio equestris
Bibio equestris är en tvåvingeart som först beskrevs av Lichtenstein 1796.  Bibio equestris ingår i släktet Bibio och familjen stilettflugor.
Artens utbredningsområde är Egypten. Inga underarter finns listade.